# Anatole Debiève
Anatole Debiève, né le 28 janvier 1844 à Wargnies-le-Petit (Nord) et mort le 10 mars 1905 à Valenciennes (Nord), est un homme politique français.

## Biographie
À la tête d'une usine de tissage et d'impression sur tissus à Valenciennes, il est juge au tribunal de commerce en 1880, puis président en 1896 et 1903. Il est Adjoint au maire de Valenciennes de 1893 à 1905 et député de la 1re circonscription de Valenciennes de 1902 à 1905, inscrit au groupe radical-socialiste.

## Sources
- « Anatole Debiève », dans le Dictionnaire des parlementaires français (1889-1940), sous la direction de Jean Jolly, PUF, 1960 [détail de l’édition]